# Coleosoma floridanum
Coleosoma floridanum es una especie de araña del género Coleosoma, familia Theridiidae, orden Araneae. La especie fue descrita científicamente por Banks en 1900.
La especie se mantiene activa durante todos los meses del año.

## Descripción
Mide aproximadamente 1,7-2,5 milímetros de longitud.

## Distribución
Se distribuye por Brasil, Estados Unidos, Seychelles, India, Filipinas, Alemania, Francia, Japón, Martinica, Puerto Rico, Países Bajos, Suecia, Cabo Verde, Dinamarca, Reunión, Trinidad y Tobago, Curazao, China, Samoa, Australia, Bélgica, Bahamas, Suiza, Costa Rica, Cuba, Haití, Jamaica, Laos, Tanzania y Venezuela.